# Amber Eye
Amber Eye ist ein dokumentarischer Kurzfilm des norwegischen Regisseurs Lars Rasmussen aus dem Jahr 2001.

## Handlung
Rasmussen geht in seinem Film der Frage nach dem Ziel des Suchens nach. Nach einem Sturm suchen Menschen am Strand der dänischen Insel Fanø nach Bernstein, während die über ihnen kreisenden Möwen und umherstreunende Hunde nach Nahrung suchen. In seiner Darstellung verzichtet Rasmussen gänzlich auf Dialoge. Der Film schließt mit einem Zitat des Franz von Assisi: „What we all search for is the searcher“ (dt.: Wonach wir alle suchen, ist der Sucher).
Der Film entstand in Eigenproduktion, Rasmussen zeichnet auch für Kamera und Schnitt verantwortlich. Unterlegt ist er mit elektronischer Musik von Knut Bøhn.

## Rezeption
2002 stand er im internationalen Wettbewerb des Filmfestivals Doclisboa.